# Parailia spiniserrata
Parailia spiniserrata és una espècie de peix de la família dels esquilbèids i de l'ordre dels siluriformes.

## Morfologia
- Els mascles poden assolir 6,6 cm de longitud total.[4]

## Reproducció
És ovípar i els ous no són protegits.

## Hàbitat
És un peix d'aigua dolça i de clima tropical.

## Distribució geogràfica
Es troba a Àfrica: rius Gàmbia i Geba (Guinea Bissau), i conca del riu Jong (Sierra Leone).